# Alexandra Lazić
Alexandra Lazić (Lenhovda, 24 settembre 1994) è una pallavolista svedese, schiacciatrice della UYBA.

## Biografia
Sua sorella gemella, Rebecka Lazić, è anch'essa pallavolista.

## Carriera

### Club
La carriera di Alexandra Lazić inizia nella stagione 2008-09 nello Svedala, in Elitserien; milita nella stessa divisione anche nella stagione 2010-11 quando passa al RIG Falköping.
Nell'annata 2012-13 si trasferisce in Francia, al RC Cannes, in Ligue A: in quattro annate di permanenza conquista tre Coppe di Francia e tre scudetti. Per il campionato 2016-17 accetta l'offerta de Le Cannet, sempre nella massima divisione francese.
Per il campionato 2017-18 è in scena nella Lega Nazionale A svizzera con il Volero Zurigo, con cui si aggiudica la Supercoppa svizzera, la Coppa di Svizzera e lo scudetto.
Nella stagione 2018-19 veste la maglia del Nilüfer, nella Sultanlar Ligi turca, mentre in quella successiva è in Germania dove disputa la 1. Bundesliga con il MTV Stoccarda. Nell'annata 2020-21 difende i colori del Developres Rzeszów, nella Liga Siatkówki Kobiet polacca, e in quella 2021-22 quelli del Radomka, nella stessa serie.
Nella stagione 2022-23 viene ingaggiata dalla Wealth Planet Perugia, nella Serie A1 italiana, divisione dove resta anche nell'annata seguente giocando però per il Firenze. Per il campionato 2024-25 si accasa alla Cuneo Granda: tuttavia a campionato in corso viene ceduta alla UYBA, sempre in Serie A1.

### Nazionale
Nel 2012 viene convocata nella nazionale svedese under 19.
Nel 2015 ottiene le prime convocazioni nella nazionale maggiore. Nel 2022 vince la medaglia d'oro all'European Silver League, dov'è premiata anche come MVP, mentre l'anno successivo quella d'argento all'European Golden League e alla Volleyball Challenger Cup. Nel 2024 mette al collo l'oro all'European Golden League.

## Palmarès

### Club
- Campionato francese: 3

2012-13, 2013-14, 2014-15
- Campionato svizzero: 1

2017-18
- Coppa di Francia: 1

2012-13, 2013-14, 2015-16
- Coppa di Svizzera: 1

2017-18
- Supercoppa svizzera: 1

2017

### Nazionale (competizioni minori)
- European Silver League 2022
- European Golden League 2023
- Volleyball Challenger Cup 2023
- European Golden League 2024

### Premi individuali
- 2022 - European Silver League: MVP